# Guglielmo Beroardi
Guglielmo Beroardi (vissuto nel XIII secolo; fl. XIII secolo) è stato un poeta, giudice e notaio italiano.

## Opere
Si conserva una canzone di quest'autore:
- Gravosa dimoranza